# 沃尔特·E·福恩特罗伊
沃尔特·爱德华·福恩特罗伊（英語：Walter Edward Fauntroy，1933年2月6日—）是华盛顿特区新伯特利浸信会的前牧师以及美国众议院前代表，1972年和1976年作为本土政治骄子参加了民主党总统候选人提名，同时他也是一名人权活动家。他一生的工作就是倡导公共政策，在美国和世界各地，“向穷人宣布好消息，包扎伤心的人，让被束缚的人获得自由”。

## 生平

### 早年生活和教育
沃尔特·福恩特罗伊是家中七个孩子中的老四，他在华盛顿特区出生长大。他的母亲埃塞尔·福恩特罗伊是一名家庭主妇。他的父亲老威廉·托马斯·福恩特罗伊是美国专利及商标局的一名职员。沃尔特在华盛顿西北部的肖社区长大，他参加的新伯特利浸礼会教堂离他家只有几个街区。
1951年，他以班级第二名的成绩毕业于华盛顿的黑人邓巴高中，他所在教会的成员为他举办了筹款晚宴，为他提供了大学奖学金。当他1952年从邓巴大学毕业时，他的教会给了他足够的钱供他在里士满的弗吉尼亚联合大学读第一年。在弗吉尼亚联合大学时，他宣誓加入卡帕-阿尔法-普赛兄弟会，并于1955年以优异成绩毕业。随后他于1958年从耶鲁神学院毕业并获得了神学学士的学位。